# Daniele D'Anza
Daniele D'Anza, né le 20 avril 1922 à Milan et mort le 12 avril 1984 à Rome (Italie), est un réalisateur et scénariste italien.

## Filmographie

### Comme réalisateur

#### Cinéma
- 1954 : Giove in doppiopetto
- 1960 : Les Plaisirs du samedi soir (I piaceri del sabato notte)
- 1961 : Pugni, pupe e marinai

#### Téléfilm
- 1957 : L'ex alunno
- 1958 : Il novelliere: The picture of Dorian Gray
- 1958 : La cara ombra
- 1960 : Totò ciak
- 1960 : Cieli alti
- 1967 : Serata con Cesare Pavese
- 1967 : Il latitante
- 1967 : Abramo Lincoln - Cronaca di un delitto
- 1967 : La Roma di Moravia
- 1967 : Totò Ye Ye
- 1967 : Totò a Napoli
- 1967 : La scommessa
- 1967 : Il tuttofare
- 1967 : Il grande maestro
- 1968 : Non cantare, spara
- 1972 : Il sospetto
- 1972 : Il giudice e il suo boia
- 1976 : Extra
- 1976 : Esuli
- 1978 : Petrosino
- 1980 : L'ospite inatteso
- 1982 : Tre colpi di fucile

#### Série télévisée
- 1957 : Orgoglio e Pregiudizio (mini-série, 5 épisodes)
- 1958 : Le avventure di Nicola Nickleby (6 épisodes)
- 1958 : Aprite: Polizia (mini-série, 6 épisodes)
- 1960 : Vita col padre e con la madre (mini-série)
- 1963 : Paura per Janet (mini-série)
- 1965 : Questa sera parla Mark Twain (mini-série, 7 épisodes)
- 1965 : Scaramouche (mini-série, 5 épisodes)
- 1966 : La coscienza di Zeno (mini-série, 3 épisodes)
- 1966 : Melissa (mini-série, 6 épisodes)
- 1969 : Giocando a golf una mattina (mini-série, 6 épisodes)
- 1970 : Antonio Meucci cittadino toscano contro il monopolio Bell (mini-série)
- 1970 : Coralba (mini-série, 5 épisodes)
- 1971 : Il segno del comando (mini-série, 5 épisodes)
- 1972 : Joe Petrosino (mini-série, 5 épisodes)
- 1973 : ESP (it) (mini-série, 4 épisodes)
- 1974 : Ho incontrato un'ombra (mini-série, 4 épisodes)
- 1974 : Accadde a Lisbona (mini-série, 3 épisodes)
- 1975 : L'amaro caso della baronessa di Carini (mini-série, 4 épisodes)
- 1977 : L'ultimo aereo per Venezia (mini-série, 8 épisodes)
- 1978 : Madame Bovary (mini-série, 6 épisodes)
- 1979 : I racconti fantastici di Edgar Allan Poe (mini-série, 4 épisodes)
- 1980 : Orient-Express (mini-série, 3 épisodes)
- 1981 : Illa: Punto d'osservazione
- 1982 : La sconosciuta (mini-série, 4 épisodes)
- 1984 : Piccolo mondo moderno (mini-série)
- 1984 : La ragazza dell'addio (mini-série)

### Comme scénariste

#### Cinéma
- 1950 : Chronique d'un amour (Cronaca di un amore')
- 1951 : I due sergenti
- 1952 : Les Deux vérités (Le due verità)
- 1955 : Tam-tam (Tam tam mayumbe)
- 1956 : I girovaghi

#### Télévision
- 1958 : Aprite: Polizia (mini-série, 6 épisodes)
- 1965 : Questa sera parla Mark Twain (mini-série)
- 1966 : La coscienza di Zeno (mini-série, 3 épisodes)
- 1966 : Melissa (mini-série, 6 épisodes)
- 1967 : Serata con Cesare Pavese
- 1967 : La Roma di Moravia
- 1969 : Giocando a golf una mattina (mini-série)
- 1970 : Coralba (mini-série, 5 épisodes)
- 1977 : L'ultimo aereo per Venezia (mini-série, 8 épisodes)
- 1978 : Madame Bovary (mini-série, 6 épisodes)
- 1979 : I racconti fantastici di Edgar Allan Poe (mini-série, 4 épisodes)